# Колодяжний Володимир Іванович
Колодяжний Володимир Іванович — український редактор, сценарист.

## Біографія
Народ. 17 березня 1945 р. у м. Здолбунів Ровенської обл. в родині службовців.
Закінчив факультет журналістики Київського державного університету імені Тараса Шевченка (1971).
З 1972 р. працює у кінематографі, зокрема старшим редактором сценарного відділу студії «Київнаукфільм».
В 1973 р. переходить на студію «Укртелефільм» (старший редактор, завідувач літературної роботи).
Член Національної спілки журналістів України.

## Фільмографія
- Редактор багатьох фільмів, зокрема, «Таємниці Межигір'я» (1993, док. фільм) та документальної серії «Архітектори Києва» (1993—2000) реж. Валентина Соколовського.

Автор сценаріїв науково-популярних і документальних фільмів:
- «Ворог нізвідки»,
- «Шостий незримий океан»
- «„Садко“ іде в пошук»
- «По курсу Арктика»
- «Свідки драм і величі»
- «Портрет авіатора очима жінок»
- «Крила над планетою»
- «Політ у XXI століття»
- «Зоряний шлях Ярослава Яцкова» (реж. С. Дудка)
- «Срібний вік. Повернення із забуття» (1991, реж. В. Гузик)
- «Два крила Левка Мацієвича» (1993, реж. В. Гузик)
- «З мороку тисячоліть. Дохристиянська Україна у розповідях» (1994, реж. В. Василенко)
- «Вікентій Хвойка» (1998, реж. Г. Десятник)
- «Українські відьми»
- «На творчі пошуки» та ін.